# Золотой орёл (кинопремия, 2018)
16-я церемония вручения наград премии «Золотой орёл» за заслуги в области российского кинематографа и телевидения за 2017 год состоялась 26 января 2018 года в первом павильоне киноконцерна «Мосфильм». Номинанты были объявлены 28 декабря 2017 года. Ведущим церемонии выступил спортивный комментатор Дмитрий Губерниев.

## Список лауреатов и номинантов
• Победители выделены отдельным цветом. 
| Категории | Лауреаты и номинанты                                                                                        |
| --- | --- |
| Лучший игровой фильм (Награды вручали Светлана Дружинина и Александр Калягин)                                                      | • Салют-7 (режиссёр: Клим Шипенко; продюсеры: Антон Златопольский, Сергей Сельянов, Бакур Бакурадзе)        |
| Лучший игровой фильм (Награды вручали Светлана Дружинина и Александр Калягин)                                                      | • Аритмия (режиссёр: Борис Хлебников; продюсеры: Рубен Дишдишян, Сергей Сельянов)                           |
| Лучший игровой фильм (Награды вручали Светлана Дружинина и Александр Калягин)                                                      | • Большой (режиссёр: Валерий Тодоровский; продюсеры: Валерий Тодоровский, Антон Златопольский)              |
| Лучший игровой фильм (Награды вручали Светлана Дружинина и Александр Калягин)                                                      | • Время первых (режиссёр: Дмитрий Киселёв; продюсеры: Тимур Бекмамбетов, Евгений Миронов, Сергей Агеев)     |
| Лучший игровой фильм (Награды вручали Светлана Дружинина и Александр Калягин)                                                      | • Нелюбовь (режиссёр: Андрей Звягинцев; продюсеры: Александр Роднянский, Сергей Мелькумов, Глеб Фетисов)    |
| Лучший телефильм или мини-сериал (до 10 серий) (Награды вручал Александр Олешко)                                                   | • Анна Каренина (т/с) (режиссёр: Карен Шахназаров; продюсеры: Карен Шахназаров, Антон Златопольский)        |
| Лучший телефильм или мини-сериал (до 10 серий) (Награды вручал Александр Олешко)                                                   | • София (режиссёр: Алексей Андрианов; продюсеры: Екатерина Жукова, Мария Ушакова)                           |
| Лучший телефильм или мини-сериал (до 10 серий) (Награды вручал Александр Олешко)                                                   | • Торгсин (режиссёр: Дмитрий Петрунь; продюсеры: Александр Кушаев, Ирина Смирнова)                          |
| Лучший телевизионный сериал (более 10 серий) (Награды вручали Станислав Дужников и Дарья Мороз)                                    | • Оптимисты (режиссёр: Алексей Попогребский; продюсеры: Валерий Тодоровский, Антон Златопольский)           |
| Лучший телевизионный сериал (более 10 серий) (Награды вручали Станислав Дужников и Дарья Мороз)                                    | • Мурка (режиссёры: Антон Розенберг, Ярослав Мочалов; продюсер: Джаник Файзиев)                             |
| Лучший телевизионный сериал (более 10 серий) (Награды вручали Станислав Дужников и Дарья Мороз)                                    | • Таинственная страсть (режиссёр: Влад Фурман; продюсеры: Константин Эрнст, Денис Евстигнеев)               |
| Лучший неигровой фильм (Награду вручали Александр Звягинцев и Антон Златопольский)                                                 | • Геннадий Шпаликов. Жизнь обаятельного человека (режиссёр: Олеся Фокина)                                   |
| Лучший неигровой фильм (Награду вручали Александр Звягинцев и Антон Златопольский)                                                 | • Про рок (режиссёр: Евгений Григорьев)                                                                     |
| Лучший неигровой фильм (Награду вручали Александр Звягинцев и Антон Златопольский)                                                 | • «Фабрика грёз» для товарища Сталина (режиссёр: Борис Караджев)                                            |
| Лучший короткометражный фильм (Награду вручала Светлана Дрыга)                                                                     | • Время жить, время умирать (режиссёр: Михаил Поляков)                                                      |
| Лучший короткометражный фильм (Награду вручала Светлана Дрыга)                                                                     | • Вера (режиссёр: Татьяна Федоровская)                                                                      |
| Лучший короткометражный фильм (Награду вручала Светлана Дрыга)                                                                     | • Скрипка (режиссёр: Константин Фам)                                                                        |
| Лучший анимационный фильм (Награду вручали Наталья Ионова и Алексей Лукин)                                                         | • Два трамвая (режиссёр: Светлана Андрианова)                                                               |
| Лучший анимационный фильм (Награду вручали Наталья Ионова и Алексей Лукин)                                                         | • Сказ о Петре и Февронии (режиссёры: Юрий Рязанов, Юрий Кулаков)                                           |
| Лучший анимационный фильм (Награду вручали Наталья Ионова и Алексей Лукин)                                                         | • Урфин Джюс и его деревянные солдаты (режиссёры: Владимир Торопчин, Фёдор Дмитриев, Дарина Шмидт)          |
| Лучшая режиссёрская работа (Награду вручал Сергей Маковецкий)                                                                      | • Андрей Звягинцев — «Нелюбовь»                                                                             |
| Лучшая режиссёрская работа (Награду вручал Сергей Маковецкий)                                                                      | • Борис Хлебников — «Аритмия»                                                                               |
| Лучшая режиссёрская работа (Награду вручал Сергей Маковецкий)                                                                      | • Валерий Тодоровский — «Большой»                                                                           |
| Лучший сценарий (Награду вручала Виктория Токарева)                                                                                | • Анастасия Пальчикова — «Большой»                                                                          |
| Лучший сценарий (Награду вручала Виктория Токарева)                                                                                | • Наталия Мещанинова, Борис Хлебников — «Аритмия»                                                           |
| Лучший сценарий (Награду вручала Виктория Токарева)                                                                                | • Олег Негин, Андрей Звягинцев — «Нелюбовь»                                                                 |
| Лучшая мужская роль в кино (Награду вручала Наталия Белохвостикова)                                                                | • Евгений Миронов — «Время первых» (за роль Алексея Леонова)                                                |
| Лучшая мужская роль в кино (Награду вручала Наталия Белохвостикова)                                                                | • Александр Яценко — «Аритмия»                                                                              |
| Лучшая мужская роль в кино (Награду вручала Наталия Белохвостикова)                                                                | • Владимир Вдовиченков — «Салют-7» (за роль Владимира Фёдорова)                                             |
| Лучшая женская роль в кино (Награду вручал Гоша Куценко)                                                                           | • Ирина Горбачёва — «Аритмия»                                                                               |
| Лучшая женская роль в кино (Награду вручал Гоша Куценко)                                                                           | • Алиса Фрейндлих — «Большой»                                                                               |
| Лучшая женская роль в кино (Награду вручал Гоша Куценко)                                                                           | • Марина Неёлова — «Карп отмороженный»                                                                      |
| Лучшая мужская роль второго плана (Награду вручала Мария Кожевникова)                                                              | • Владимир Ильин — «Время первых» (за роль Сергея Королёва)                                                 |
| Лучшая мужская роль второго плана (Награду вручала Мария Кожевникова)                                                              | • Евгений Миронов — «Карп отмороженный»                                                                     |
| Лучшая мужская роль второго плана (Награду вручала Мария Кожевникова)                                                              | • Александр Самойленко — «Салют-7» (за роль Валерия Шубина)                                                 |
| Лучшая женская роль второго плана (Награду вручал Григорий Сиятвинда)                                                              | • Алиса Фрейндлих — «Карп отмороженный»                                                                     |
| Лучшая женская роль второго плана (Награду вручал Григорий Сиятвинда)                                                              | • Валентина Теличкина — «Большой»                                                                           |
| Лучшая женская роль второго плана (Награду вручал Григорий Сиятвинда)                                                              | • Анна Михалкова — «Мешок без дна»                                                                          |
| Лучшая мужская роль на телевидении (Награду вручала Екатерина Волкова)                                                             | • Сергей Пускепалис — «А у нас во дворе…»                                                                   |
| Лучшая мужская роль на телевидении (Награду вручала Екатерина Волкова)                                                             | • Максим Матвеев — «Анна Каренина» (т/с)                                                                    |
| Лучшая мужская роль на телевидении (Награду вручала Екатерина Волкова)                                                             | • Сергей Гармаш — «Мурка»                                                                                   |
| Лучшая женская роль на телевидении (Награду вручал Егор Корешков)                                                                  | • Елизавета Боярская — «Анна Каренина» (т/с) (за роль Анны Карениной)                                       |
| Лучшая женская роль на телевидении (Награду вручал Егор Корешков)                                                                  | • Дарья Мороз — «Преступление»                                                                              |
| Лучшая женская роль на телевидении (Награду вручал Егор Корешков)                                                                  | • Екатерина Климова — «Торгсин»                                                                             |
| Лучшая операторская работа (Награду вручали Анатолий Мукасей и Мария Луговая)                                                      | • Игорь Гринякин — «Викинг»                                                                                 |
| Лучшая операторская работа (Награду вручали Анатолий Мукасей и Мария Луговая)                                                      | • Алишер Хамидходжаев — «Аритмия»                                                                           |
| Лучшая операторская работа (Награду вручали Анатолий Мукасей и Мария Луговая)                                                      | • Михаил Кричман — «Нелюбовь»                                                                               |
| Лучшая работа художника-постановщика (Награды вручали Зельфира Трегулова и Валентин Юдашкин)                                       | • Сергей Февралёв, Юлия Макушина — «Анна Каренина. История Вронского» (к/ф)                                 |

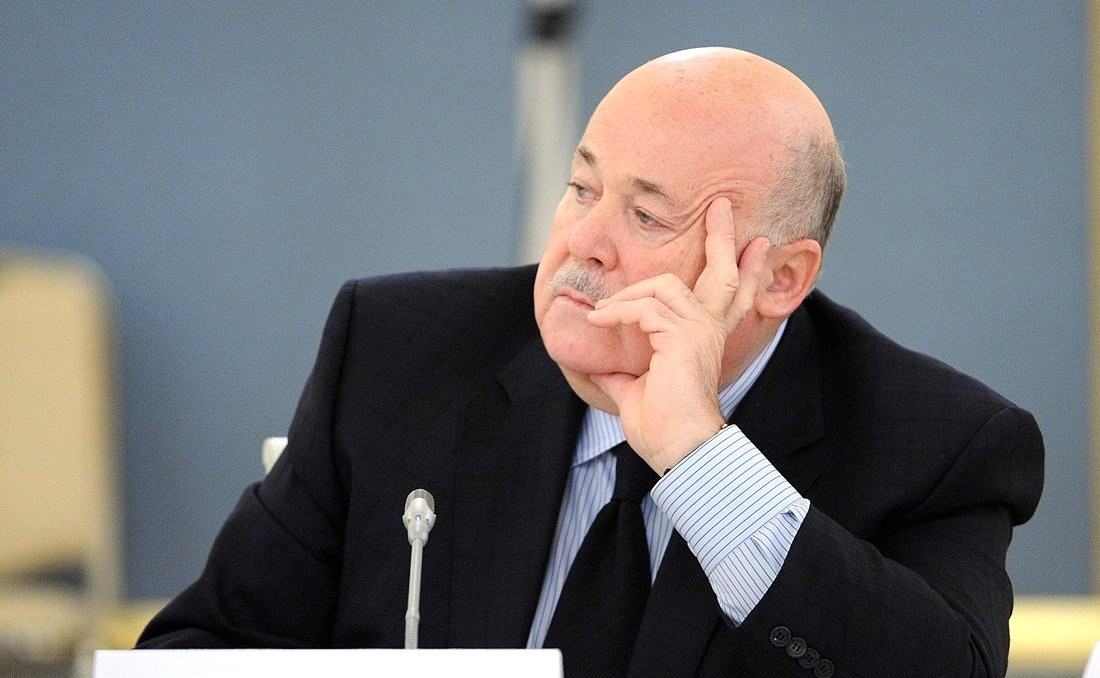
Александр Калягин

| Лучшая работа художника-постановщика (Награды вручали Зельфира Трегулова и Валентин Юдашкин)                                       | • Сергей Агин — «Викинг»                                                                                    |
| Лучшая работа художника-постановщика (Награды вручали Зельфира Трегулова и Валентин Юдашкин)                                       | • Вера Зелинская, Елена Жукова — «Матильда»                                                                 |
| Лучшая работа художника по костюмам (Награду вручали Зельфира Трегулова и Валентин Юдашкин)                                        | • Екатерина Шапкайц — «Викинг»                                                                              |
| Лучшая работа художника по костюмам (Награду вручали Зельфира Трегулова и Валентин Юдашкин)                                        | • Дмитрий Андреев, Владимир Никифоров — «Анна Каренина. История Вронского» (к/ф)                            |
| Лучшая работа художника по костюмам (Награду вручали Зельфира Трегулова и Валентин Юдашкин)                                        | • Надежда Васильева, Ольга Михайлова — «Матильда»                                                           |
| Лучшая музыка к фильму (Награды вручали Иосиф Пригожин и Валерия)                                                                  | • Юрий Потеенко — «Время первых»                                                                            |
| Лучшая музыка к фильму (Награды вручали Иосиф Пригожин и Валерия)                                                                  | • Анна Друбич, Павел Карманов — «Большой»                                                                   |
| Лучшая музыка к фильму (Награды вручали Иосиф Пригожин и Валерия)                                                                  | • Евгений Гальперин, Саша Гальперин) — «Нелюбовь»                                                           |
| Лучший монтаж фильма (Награды вручали Анатолий Мукасей и Мария Луговая)                                                            | • Серик Бейсеу, Мария Сергеенкова — «Салют-7»                                                               |
| Лучший монтаж фильма (Награды вручали Анатолий Мукасей и Мария Луговая)                                                            | • Иван Лебедев, Юлия Баталова — «Аритмия»                                                                   |
| Лучший монтаж фильма (Награды вручали Анатолий Мукасей и Мария Луговая)                                                            | • Алексей Бобров — «Большой»                                                                                |
| Лучшая работа звукорежиссёра (Награды вручали Иосиф Пригожин и Валерия)                                                            | • Владимир Литровник, Павел Дореули — «Викинг»                                                              |
| Лучшая работа звукорежиссёра (Награды вручали Иосиф Пригожин и Валерия)                                                            | • Иван Титов — «Время первых»                                                                               |
| Лучшая работа звукорежиссёра (Награды вручали Иосиф Пригожин и Валерия)                                                            | • Борис Войт — «Салют-7»                                                                                    |
| Лучшая работа художника по гриму и пластическим спецэффектам (Награду вручали Семён Трескунов, Алёна Чехова и Николай Стрельников) | • Пётр Горшенин, Ольга Афиногенова — «Последний богатырь»                                                   |
| Лучшая работа художника по гриму и пластическим спецэффектам (Награду вручали Семён Трескунов, Алёна Чехова и Николай Стрельников) | • Татьяна Вавилова — «Викинг»                                                                               |
| Лучшая работа художника по гриму и пластическим спецэффектам (Награду вручали Семён Трескунов, Алёна Чехова и Николай Стрельников) | • Тамара Фрид, Марина Лебедева — «Матильда»                                                                 |
| Лучшие визуальные эффекты (Награду вручали Семён Трескунов, Алёна Чехова и Николай Стрельников)                                    | • Студия визуальных эффектов CGF — «Время первых»                                                           |
| Лучшие визуальные эффекты (Награду вручали Семён Трескунов, Алёна Чехова и Николай Стрельников)                                    | • ALGOUS studio, FilmDirectionFX, Amalgama VFX, POSTMODERN, KINOPOST, Sci-FX studio, RedTomatos — «Салют-7» |
| Лучшие визуальные эффекты (Награду вручали Семён Трескунов, Алёна Чехова и Николай Стрельников)                                    | • Film Direction FX — «Викинг»                                                                              |
| Лучший зарубежный фильм в российском прокате (Награду вручали Мария Лемешева и Александр Коган)                                    | • Ван Гог. С любовью, Винсент / Loving Vincent (Великобритания, Польша) — прокатчик: «Ракета Релизинг»      |
| Лучший зарубежный фильм в российском прокате (Награду вручали Мария Лемешева и Александр Коган)                                    | • Дюнкерк / Dunkirk (Великобритания, США, Нидерланды, Франция) — прокатчик: «Каро Премьер»                  |
| Лучший зарубежный фильм в российском прокате (Награду вручали Мария Лемешева и Александр Коган)                                    | • Ла-Ла Ленд / La La Land (США) — прокатчик: «Централ партнершип»                                           |

### Специальные награды
- Специальный приз Президиума академии — Александр Звягинцев — за беспристрастный взгляд в изложении истории. (Награду вручал Антон Златопольский).
- За вклад в российский кинематограф — Александр Калягин (Награду вручала Светлана Дружинина).

## Статистика
Количество наград/номинаций:
Кино:
- 1/7: «Аритмия» / «Большой»
- 4/6: «Время первых»
- 3/6: «Викинг»
- 2/6: «Салют-7»
- 1/5: «Нелюбовь»
- 1/3: «Карп отмороженный»
- 0/3: «Матильда»
- 1/2: «Анна Каренина. История Вронского»
- 1/1: «Геннадий Шпаликов. Жизнь обаятельного человека» / «Время жить, время умирать» / «Два трамвая» / «Последний богатырь» / «Ван Гог. С любовью, Винсент»

Телевидение:
- 2/3: «Анна Каренина»
- 0/2: «Торгсин» / «Мурка»
- 1/1: «Оптимисты» / «А у нас во дворе»